# Wandl (Musiker)
Wandl (* 1994 in St. Pölten; eigentlich Lukas Wandl) ist ein österreichischer Producer, Musiker und Vokalist.

## Leben
Wandl war bereits in seiner Jugend musikalisch interessiert und begann mit fünf Jahren Geige zu spielen. Mit elf wechselte er zur Gitarre. Er besuchte in St. Pölten ein Musikgymnasium. Über das Internet lernte er die Hip-Hop-Musikszene kennen, da er in St. Pölten von seinem Musikgeschmack her eher ein Außenseiter war. Zunächst gab er sich den Namen Zweipunktnull. Unter diesem Namen veröffentlichte er 2011 die EP Milk.
2013, nach der Matura, zog Wandl nach Wien, wo er den Kontakt zu Affine Records herstellte. Außerdem gehörte er einer Clique um Dorian Concept und Cid Rim an. Sein erstes größeres Engagement war das Bass Camp der Red Bull Music Academy, wo er für Dorian Concept und Four Tet eröffnen durfte. 2013 erschien über Siluh Records auch seine erste EP Soon, 2014 folgte über Affine Records seine zweite EP Far Way Home.
2016 erschien Geld Leben, ein Kollaboalbum mit Crack Ignaz, das Platz 37 der österreichischen Charts erreichte und von der Juice zum zweitbesten Deutschrapalbum des Jahres gekürt wurde.
Sein Debütalbum It’s All Good Tho folgte am 14. Juli 2017. Das Album zeigt Wandl mit zwei Jahren am Klavier. Es erschien als LP und als Download. Das Album ist weniger im Trap und im Cloud Rap anzusiedeln, wie der Mundart-Rap, den er auf dem Album mit Crack Ignaz produzierte, sondern eher im R&B und Pop. Die Zeitschrift Juice platzierte den Song Fever in seinen Jahrescharts bei den Singles National auf Platz 9. Der Musikexpress wählte das Album auf Platz 4 der Alben des Jahres.
Im Mai 2020 erschien sein Album Double Exposure.

## Diskografie
- 2011: Milk (EP, Eigenproduktion unter dem Namen Zweipunktnull)
- 2013: Soon (EP, Siluh Records)
- 2014: Far Way Home (EP, Affine Records)
- 2016: Geld Leben (Crack Ignaz & Wandl; Melting Pot Music / Groove Attack)[5]
- 2017: It’s All Good Tho (Affine Records)
- 2020: Double Exposure (Affine Records)